# Fred Astaire (serie televisiva)
Fred Astaire (Alcoa Premiere; distribuito poi in syndication con i titoli Fred Astaire Presents e Fred Astaire Premiere Theatre) è una serie televisiva statunitense in 63 episodi trasmessi per la prima volta nel corso di 2 stagioni dal 1961 al 1963.
È una serie di tipo antologico in cui ogni episodio rappresenta una storia a sé. Gli episodi sono storie di genere drammatico e vengono presentati da Fred Astaire.

## Interpreti
Tra le guest star: James Stewart, John Wayne, Charlton Heston, James Whitmore, Maureen O'Sullivan, Arthur Kennedy, Lee Marvin, Robert Redford, Ernest Borgnine (il cui personaggio del comandante Quinton McHale generò poi lo spin-off Un equipaggio tutto matto), Telly Savalas.

## Produzione
La serie fu prodotta da Avasta Productions e girata nei Revue Studios a Hollywood in California. Le musiche furono composte da John Williams (nominato agli Emmy per la colonna sonora originale).

### Registi
Tra i registi sono accreditati:
- Alan Crosland Jr. in 7 episodi (1962-1963)
- Bernard Girard in 5 episodi (1961-1963)
- John Newland in 4 episodi (1961-1963)
- Ted Post in 4 episodi (1962-1963)
- James Sheldon in 4 episodi (1962)
- John Brahm in 2 episodi (1962-1963)
- Herschel Daugherty in 2 episodi (1962-1963)
- Robert Ellis Miller in 2 episodi (1962-1963)
- George Schaefer in 2 episodi (1962)
- Norman Lloyd in un episodio (1962)

### Sceneggiatori
Tra gli sceneggiatori sono accreditati:
- Larry Marcus in 3 episodi (1961-1963)
- Alvin Boretz in 3 episodi (1962-1963)
- Jameson Brewer in 3 episodi (1962)
- John Hawkins in 3 episodi (1962)
- David Karp in 2 episodi (1961-1962)
- John Kneubuhl in 2 episodi (1961-1962)
- James Leighton in 2 episodi (1961)
- Harold Swanton in 2 episodi (1962-1963)
- Lionel Trilling in 2 episodi (1962-1963)
- Ward Hawkins in 2 episodi (1962)
- Oscar Millard in 2 episodi (1962)
- Richard De Roy in 2 episodi (1963)
- Peter Tewksbury in un episodio (1961)

## Distribuzione
La serie fu trasmessa negli Stati Uniti dal 10 ottobre 1960 al 25 aprile 1963 sulla rete televisiva ABC. In Italia è stata trasmessa con il titolo Fred Astaire. È stata distribuita anche in Francia dal 4 marzo 1966 e in Finlandia con il titolo Fred Astaire esittää.

## Episodi
| Stagione         | Episodi | Prima TV USA |
| ---------------- | ------- | ------------ |
| Prima stagione   | 33      | 1961-1962    |
| Seconda stagione | 30      | 1962-1963    |